# Fanwood (New Jersey)
Fanwood est un borough situé dans le comté d'Union, dans l'État du New Jersey, aux États-Unis.

## Galerie

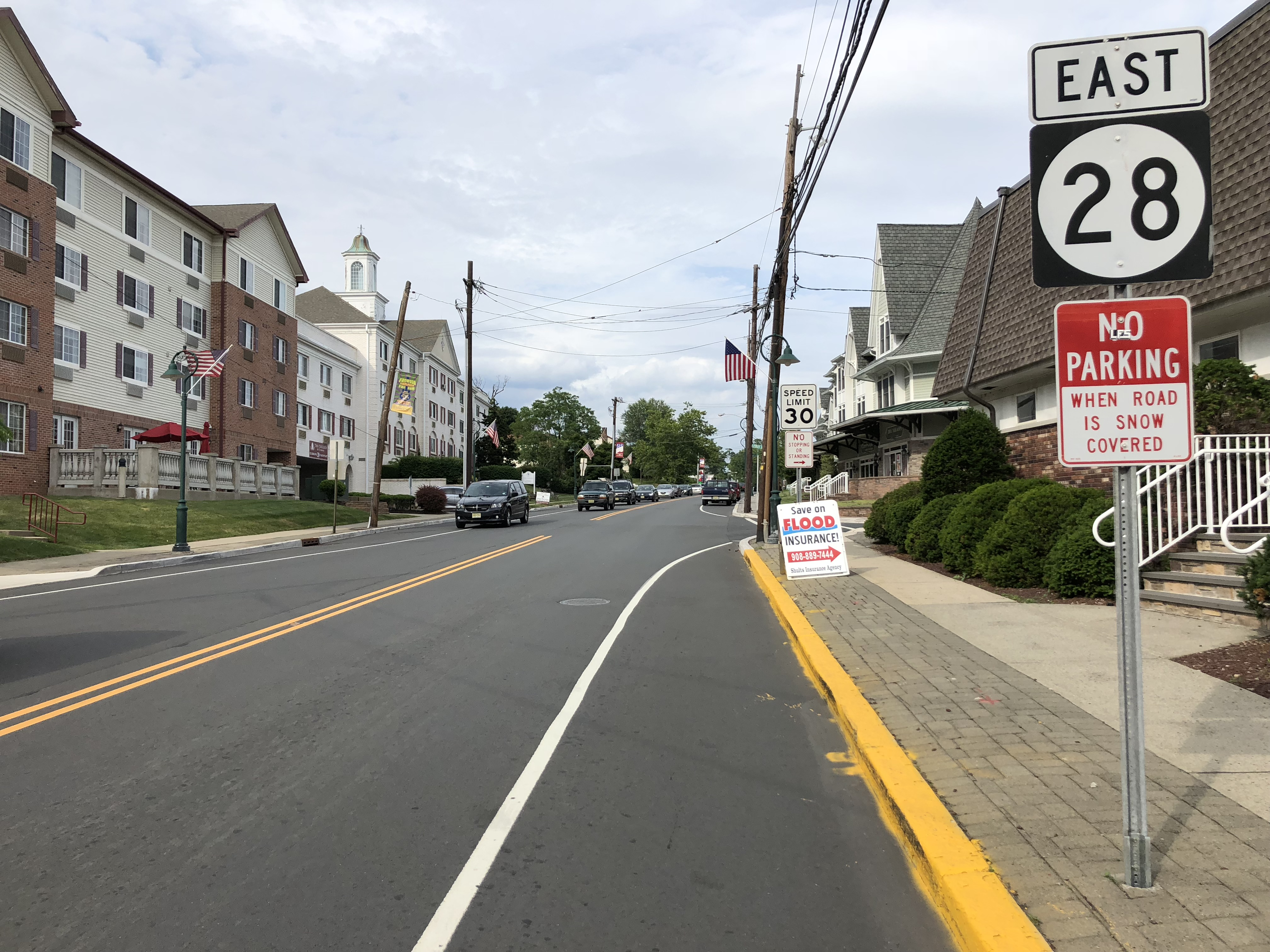
Route 28 à Fanwood
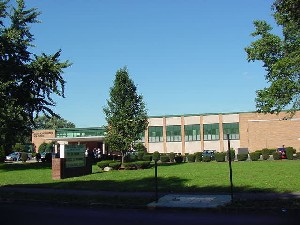
Scotch Plains-Fanwood High School